# The Real Don Steele
Donald Steele Revert (* 1. April 1936; † 5. August 1997) war von Mitte der 1960er Jahre bis zu seiner Pensionierung (aus gesundheitlichen Gründen) im Mai 1997 einer der beliebtesten Discjockeys in den Vereinigten Staaten. Er war besser bekannt unter dem Pseudonym The Real Don Steele, das sein Programmdirektor bei KOIL-AM in Omaha, Steve Brown, einst vorgeschlagen hatte. Brown hoffte, der Künstlername würde sich bei Steeles Zuhörern besser einprägen und ihn von anderen Radio-Persönlichkeiten abheben.

## Leben

### Frühe Jahre
Don Steele wurde in Hollywood geboren. Er absolvierte die Hollywood High School, diente bei der United States Air Force und studierte anschließend an einer örtlichen Radioschule, der Don Martin School of Broadcasting, wo er auch für kurze Zeit unterrichtete. Kurz darauf begann Steele seine Radiokarriere außerhalb von LA bei dem kleinen Sender KBUC in Corona (Kalifornien) und wechselte dann zu KEPR Kennewick, KIMA Yakima und KXLY Spokane (alle in Washington), KOIL Omaha (Nebraska), KISN Portland (Oregon) und KEWB San Francisco, bevor er nach Los Angeles zurückkehrte, um im April 1965 einen der einflussreichsten Radiosender des Landes, 93/KHJ, Boss Radio, zu starten.

### Nationale Bekanntheit
Steele wurde landesweit als DJ beim Radiosender KHJ in Los Angeles bekannt, wo er dazu beitrug, das Top-40-Boss-Radio-Format „Ultrahip“ zu promoten, das am 27. April 1965 um 15 Uhr begann. Er trat auch im Fernsehen als Moderator von Boss City und The Real Don Steele TV Show auf, einer Show, die von 1965 bis 1975 auf KHJ-TV Kanal 9 in Los Angeles lief. Als die Popularität des AM-Radios in den 1970er Jahren dem FM-Stereo Platz machte, blieb Steele weiterhin eine beliebte Persönlichkeit des Senders. Nach den Jahren bei 93/KHJ war The Real Don Steele weiterhin in Radiosendern in Los Angeles zu hören, darunter KIQQ (K-100), KTNQ (Ten-Q), KRLA, KCBS-FM und KRTH-FM (K-Earth 101) bis zu seinem Tod im August 1997.
In dem Buch Los Angeles Radio People erinnerte Steele an die Anfänge von Boss Radio im Jahr 1965:

“We were standing literally at ground zero, then (the radio format) became a huge giant. It was like a mushroom cloud that went up.”

„Wir standen buchstäblich auf dem Nullpunkt, dann wurde (das Radioformat) ein riesiger Gigant. Es war wie ein Atompilz, der aufstieg.“

Steele erlangte zusätzliche Bekanntheit durch eine unglückselige Promotion, die KHJ im Sommer 1970 im Auftrag seiner Show unternahm. Die Promotion wurde als „Super Summer Spectacular“ bezeichnet und beinhaltete, dass Steele in einem auffälligen roten Wagen durch die Gegend von Los Angeles fuhr. Im Laufe des Tages sendete KHJ Hinweise auf Steeles Standort, und Hörer, die ihn erfolgreich aufgespürt hatten, erhielten Geldpreise in Höhe von etwa 25 US-Dollar. Am 16. Juli 1970 zwangen zwei Teenager, die versuchten, Steele mit dem Auto mit einer Geschwindigkeit von ungefähr 80 Meilen pro Stunde zu verfolgen, ein anderes Auto in einen Teiler des Autobahnzentrums, was den Tod von Ronald Weirum verursachte. Weirums Familie verklagte verschiedene Parteien, darunter KHJ, und behauptete, die Tragödie sei eine vorhersehbare Folge der Rücksichtslosigkeit, die der Natur der „Super Summer Spectacular“-Promotion innewohnt. Die Klage der Familie erreichte schließlich den Obersten Gerichtshof von Kalifornien, der zugunsten der Kläger entschied. Die Stellungnahme des Gerichtshofs in der Rechtssache Weirum gegen RKO General, Inc., 15 Cal.3d 40 (1975) ist inzwischen zu einer bekannten Feststellung zum Thema Vorhersehbarkeit im Bereich Recht geworden und wird oft an amerikanischen Rechtsschulen studiert.
Steele war nie einer, der die Entwicklung des Rockradios analysierte. In einem Interview von 1995 bestand er darauf:

“Look, you take the Motown sound and the British Invasion and you throw in Elvis and Roy Orbison, and you have a music mix that's hard to beat at any time or any place.”

„Sehen Sie, Sie nehmen den Motown-Sound und die britische Invasion und werfen Elvis und Roy Orbison ein, und Sie haben einen Musikmix, der zu jeder Zeit und an jedem Ort schwer zu schlagen ist.“

Eines von Steeles laufenden On-Air-Stücken war der Refrain „Tina Delgado is alive, alive!“ Legenden wuchsen über die Bedeutung des Satzes, aber Steele enthüllte nie, was es wirklich bedeutete oder wer das Mädchen war, das die Worte aussprach.
Don Steele blieb bis Juni 1973 bei KHJ, wechselte dann zu den Radiosendern KIQQ, KTNQ, KRLA, KODJ/KCBS in LA und kam im Juli 1992 zu KRTH. Er nahm Werbespots auf und hatte einmal eine erfolgreiche, national syndizierte Radiosendung.
Diese Show "Live From the 60's" wurde von Steele zusammen mit dem Freund und zeitgenössischen MG "Machine Gun" Kelly kreiert, der Steele bei KHJ-AM folgte, dann legte er in den 70ern bei 10Q mit ihm auf. "Live From the 60's" war ein dreistündiges Programm, das ausschließlich Oldies aus den 1960ern enthielt. Jede Stunde der Show zeigte ein bestimmtes Jahr aus diesem Jahrzehnt. Es wurde in der Gegenwart geschrieben und aufgeführt und mit Audioclips von Nachrichtenereignissen, Reden des Präsidenten und Fernsehsendungen gespickt, die mit diesem bestimmten Jahr korrelierten. Die Show lief in Syndication und wurde von 1988 bis 1993 von über 200 Radiosendern im "Oldies"-Format vermarktet und abgeholt. Wiederholungen früherer Shows wurden in einigen Märkten erst 1996 ausgestrahlt. Im Juli 2015 wurde "Live From the 60's with The Real Don Steele" wieder in eine dreistündige Syndizierung für AM-/FM- und Podcasting-Radiosender versetzt.

### Tod
Steele starb am 5. August 1997 im Alter von 61 Jahren an Lungenkrebs.

## Anerkennungen
In einer Umfrage über die Top 10 Discjockeys in Los Angeles von 1957 bis 1997 wurde Steele auf Rang zwei (hinter Gary Owens) unter den 232 nominierten Persönlichkeiten platziert. Der Stimmzettel wurde von Don Barrett in seinem Buch von 1994 gedruckt, und die Ergebnisse wurden im zweiten Band seines Buches veröffentlicht.
Boyd R. Britton, der Ende der 1970er Jahre bei KTNQ mit Steele zusammengearbeitet hatte, sagte über Steeles Angewohnheit, den Kopfhörerpegel sehr hoch einzustellen:

“Very early on he was extremely hearing damaged. It was very difficult for him to hear in a group. That made his natural speaking voice almost as loud as his on-air voice.”

„Er war sehr früh extrem hörgeschädigt. Es war sehr schwierig für ihn, in einer Gruppe zu hören. Das machte seine natürliche Sprechstimme fast so laut wie seine Radiostimme.“

1993 sagte Steele von der KRTH gegenüber der Los Angeles Times:

“I don't think I'm any different now. I've never stopped. I've never changed. I never did anything else. This is the music of my life.”

„Ich glaube, ich bin jetzt nicht anders. Ich habe nie aufgehört. Ich habe mich nie verändert. Ich habe nie etwas anderes gemacht. Dies ist die Musik meines Lebens.“

Er erhielt am 3. Mai 1995 einen Stern auf dem Hollywood Walk of Fame. Der Stern befindet sich am 7080 Hollywood Boulevard in der Nähe der La Brea Avenue.

## Film- & Fernsehauftritte
Für ein Jahrzehnt veranstaltete Steele eine wöchentliche Tanzparty-Show auf KHJ-TV. Das Programm, das 1965 erstmals als Boss City in Rechnung gestellt wurde, wurde von 1970 bis 1975 zur Real Don Steele Show. Er trat in mehreren Filmen auf, oft als Discjockey, in Filmen wie Frankensteins Todesrennen (1975), Highway 101 – Vollgas bis die Fetzen fliegen (1977), Rock ’n’ Roll Highschool (1979), Eating Raoul (1982) und Gremlins – Kleine Monster (1984). Er trat auch als er selbst in Kiss – Von Phantomen gejagt (1978) auf. Im Prime-Time-TV hatte Steele Auftritte in einer Episode aus dem Jahr 1966 von Verliebt in eine Hexe und in einer Episode von Here Come the Brides im Jahr 1970.
In Quentin Tarantinos neuntem Film Once Upon a Time in Hollywood aus dem Jahr 2019 wurden die "The Real Don Steele"-Soundclips von den KHJ-Aufzeichnungen teilweise als Soundtrack verwendet und sind dementsprechend auf dem zum Film gehörigen Soundtrack-Album enthalten.